# Pseudorthoplana foliacea
Pseudorthoplana foliacea är en plattmaskart som beskrevs av Ax, Weideman och Ehlers 1978. Pseudorthoplana foliacea ingår i släktet Pseudorthoplana och familjen Otoplanidae. Arten är reproducerande i Sverige. Inga underarter finns listade i Catalogue of Life.